# NGC 409
NGC 409 är en elliptisk galax i stjärnbilden Bildhuggaren. Den upptäcktes den 29 november 1837 av John Herschel. 